# Blue Clay Farms (Carolina del Norte)
Blue Clay Farms es un lugar designado por el censo ubicado en el condado de New Hanover en el estado estadounidense de Carolina del Norte. La localidad en el año 2010, tenía una población de 33 habitantes.

## Geografía
Blue Clay Farms se encuentra ubicado en las coordenadas 34°17′55.77″N 77°53′29.4″O / 34.2988250, -77.891500.